# Арчегов, Тотраз Борисович
Тотраз Борисович Арчегов (род. 1 января 1969) — российский борец вольного стиля, трёхкратный бронзовый призёр чемпионатов России. Мастер спорта России международного класса. Заслуженный тренер России.

## Карьера
Сначала начал заниматься греко-римской борьбой, первый тренер — Батраз Хадзарагов, с 1985 года занимался в спортивном комплексе «Спартак». После окончания двух курсов в горском сельскохозяйственном институте его призвали в армию, где он прослужил три года. В 23 году стал мастером спорта СССР. С 1993 года стал тренироваться у Хаджимурата Демурова, по его наставлению с 1994 года и сам начал тренерскую деятельность в бесланском Дворце культуры. Воспитанниками Тотраза Арчегова являются Заурбек Сидаков и Артур Найфонов.

## Спортивные результаты
- Чемпионат России по вольной борьбе 1994 — ;
- Чемпионат России по вольной борьбе 1995 — ;
- Чемпионат России по вольной борьбе 1996 — 4;
- Чемпионат России по вольной борьбе 1997 — ;

## Личная жизнь
В 1992 году окончил Горский сельскохозяйственный институт по специальности инженер. В 2012 году окончил Северо-Осетинский государственный университет имени К. Л. Хетагурова.